# 刘达 (1911年)
刘达（1911年2月5日—1994年4月28日），曾用名刘成栋，黑龙江肇源人，中国教育家。文革后期曾任清华大学革委会主任、校长、党委书记。中共十二大代表，第六届全国人大常委。

## 生平
1935年入北平辅仁大学中国语言文学系学习，同年加入东北抗日救国联合会。在一二九运动中为辅仁大学学生会代表。1936年加入中国共产党。
抗日战争期间，1937年入延安中央党校学习。任晋察冀一地委组织部部长、五地委书记。
1945年11月中旬，刘成栋陪同陈云抵达哈尔滨，任陈云的秘书。1946年4月19日北满分局任命刘成栋为哈尔滨市长。1948年从市长岗位上下来，领导创办香坊农场，试种水稻和果树成功。1948年8月，东北局与东北行政委员会决定在哈创办一所正规农业大学，委任刘成栋为院长、党委书记负责筹建。上任后选校址、定设计、办市里第一个机械制砖厂。后兼任东北人民政府农林部林务总局（1950年7月改称东北森林工业总局）局长。
1952年中央高教部与林业部决定，以浙江大学森林系、东北农学院森林系为基础创立东北林学院，刘成栋为东北农、林两院院长。在农学院初具规模后，把主要经历放在林学院的建设上。1955年夏调任中华人民共和国林业部副部长，1956年任中华人民共和国森林工业部副部长。1957年夏，向周恩来总理提出，愿意从事高等教育，申请回学校工作。经批准辞去森林工业部副部长职务，回哈任东北农、林两院院长、党委书记。1958年6月，黑龙江省委决定在哈尔滨外国语专门学校的基础上创建黑龙江大学，刘成栋兼党委书记、校长。1959年反右倾中遭到批判，被撤职。在三年生活暂时困难时期，负责创办东北林学院的副食基地，办起了奶牛场、鸡场、养猪场。1962年6月，哈尔滨市委为他甄别平反，恢复一切职务。1963年任中国科学技术大学党委书记。
文革期间受冲击，1972年恢复工作，仍担任中国科学技术大学党委书记、革委会主任。1975年调任国务院国家标准计量局局长。1977年4月29日，由中央调派清华大学担任党委书记、革委会主任。1978年6月，革委会取消，兼任校长。在任期间，拨乱反正，重整科研，加强学科建设，让清华大学重新走上正轨。调整学校布局，作出了从多科性工业大学转变为以工科为主，理工结合，兼有经管、文科的综合性大学的初步规划，恢复和增设了理科应用数学系、现代应用物理系，文科外语系、社会科学系、经济管理系等，提出了把清华大学建成“高水平的中国式的社会主义大学”的奋斗目标。1983年卸任后授予清华大学名誉校长。
刘达是中共十二大代表、第五届全国人大代表、第六届全国人大常委。